# Etelred I z Nortumbrii
Etelred I z Nortumbrii, Æthelred, Aeðelredus, Æðelred, Æþelred – władca anglosaskiego królestwa Nortumbrii w latach 774-779 oraz 789-796.

## Pochodzenie
Według informacji z Kroniki anglosaskiej, Etelred był synem Etelwalda Molla, króla Nortumbrii zdetronizowanego w 765 roku. Jego matką była prawdopodobnie Eteltryta. Etelred był dwukrotnie żonaty: nieznane jest imię pierwszej żony, drugą była Elfleda, córka Offy z Mercji. Nie zachowały się żadne informacje na temat jego dzieci.

## Pierwsze panowanie
Wybór Etelreda na króla Nortumbrii był wynikiem potężnych starć dynastycznych, jakie toczyły się w tym królestwie w VIII wieku. Po obaleniu i wypędzeniu króla Alhreda, władzę przekazano potomkowi wcześniejszego króla Etelwalda Molla, czyli właśnie Etelredowi. Jednak już w 779 roku zwyciężyło stronnictwo popleczników Eatingów i Etelred został zdetronizowany. Królem został wnuk Eadberta, Elfwald. Etelred udał się na wygnanie.

## Drugie panowanie
Kiedy w roku 789 następca Elfwalda, Osred, został obalony, siłą postrzyżony i wygnany, Etelred mógł powrócić na tron. Nie oznaczało to jednak końca jego walki o władzę. Już w 790 roku rozkazał zabić ealdormana Eardwulfa (być może syna Enwina), który próbował sięgnąć po władzę. Erdwulf wprawdzie przeżył, ale musiał zapomnieć o swych pretensjach do tronu aż do 796 roku. W 791 roku prawdopodobnie na polecenie Etelreda zabito kolejnych dwóch athelingów, synów Elfwalda: Elfa i Elfwine.

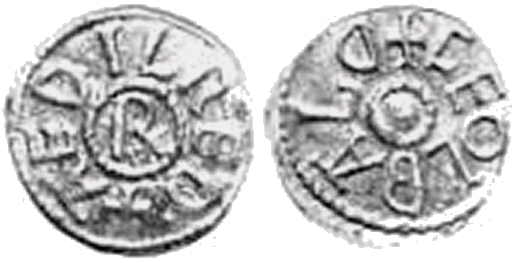
Monety Etelreda I

W czasie swych rządów Etelred rozkazał wybić monety ze swoim imieniem. Różniły się one jednak od tradycyjnych sceatów jego poprzedników. Na rewersie nie miały wizerunku bestii ani insygniów królewskich, a jedynie nazwę monety.
29 września 792 roku Etelred poślubił Elfledę, córkę króla Mercji, Offy. Poparcie potężnego sąsiada nie przełożyło się jednak na sytuację wewnętrzną w kraju. Z wyraźnego spadku pozycji Etelreda chciał skorzystać Osred, próbował odzyskać tron, lecz został pojmany i zabity 14 września 792 roku.
W 793 roku wikingowie splądrowali klasztor na Lindisfarne. Zachwiało to ponownie pozycją Etelreda, gdyż utracił poparcie duchowieństwa.  Wychowanek biskupa Egberta, Alkuin, stwierdził wówczas, iż zniszczenie serca nortumbryjskiego kościoła stanowiło karę za grzechy króla i jego dworzan.
Etelred nie był w stanie odbudować w pełni swojej potęgi, mimo wsparcia tak potężnych sojuszników jak bretwald Offa z Mercji (jego teść) czy też Karol Wielki, z którym utrzymywał stosunki dyplomatyczne i wymianę podarunków. W 796 roku zawiązał się spisek szlachty nortumbryjskiej, na którego czele stanęli Ealdred i Wada. Celem spiskowców było zorganizowanie zamachu na króla. Etelred zginął 18 kwietnia 796 roku. Po jego śmierci zapanowało zamieszanie w kwestii sukcesji, z którego skorzystał ealdorman Osbald, zostając kolejnym królem Nortumbrii.